# سیارک ۱۱۷۷
سیارک ۱۱۷۷ (به انگلیسی: 1177 Gonnessia، نامگذاری:1930WA) هزار و صد و هفتاد و هفتمین سیارک کشف شده‌است که در ۲۴ نوامبر ۱۹۳۰ و در الجزیره کشف شد.
قدر مطلق سیارک برابر ۹٫۳۰ است.